# Ga Gaehwa
Ga Gaehwa (Tiếng Hàn: 개화역, Hanja: 開花驛) là ga tàu điện ngầm trên cao và là ga cuối của Tàu điện ngầm Seoul tuyến 9 ở Gangseo-gu, Seoul, Hàn Quốc. Nhà ga này là phần duy nhất trên mặt đất. Trụ sở của Công ty tàu điện ngầm Seoul tuyến 9 nằm ở đây.

## Lịch sử
- 18 tháng 9 năm 2008: Tên ga được quyết định là Ga Gaehwa[1]
- 24 tháng 7 năm 2009: Bắt đầu hoạt động với việc khai trương đoạn Gaehwa ~ Sinnonhyeon của Tàu điện ngầm Seoul tuyến 9
- Năm 2018: Hoàn thành cửa chắn sân ga

## Bố trí ga
| Bắt đầu·Kết thúc        |
|                         |
| E/B \|                  |
| ↓ Sân bay Quốc tế Gimpo |

| Hướng Đông | ● Tuyến 9 | Hướng đi Sân bay Quốc tế Gimpo · Magongnaru · Dangsan · Noryangjin · Sinnonhyeon · Seonjeongneung · Bệnh viện cựu chiến binh Trung ương → |

## Xung quanh nhà ga
| Lối ra \| 나가는 곳 \| Exit \| 出口 | Lối ra \| 나가는 곳 \| Exit \| 出口 |
| ----------------------------------- | --- |
| 1                                   | Nhà để xe công cộng Gangseo Trung tâm trung chuyển đô thị ga Gaehwa Trung tâm cộng đồng Banghwa 2-dong                                                     |
| 2                                   | Hướng tới Gaehwa-dong Trung tâm trung chuyển đô thị ga Gaehwa Trung tâm an toàn Gaehwa 119 Trường tiểu học Seoul Gaehwa Trung tâm an toàn công cộng Gaehwa |

## Hình ảnh

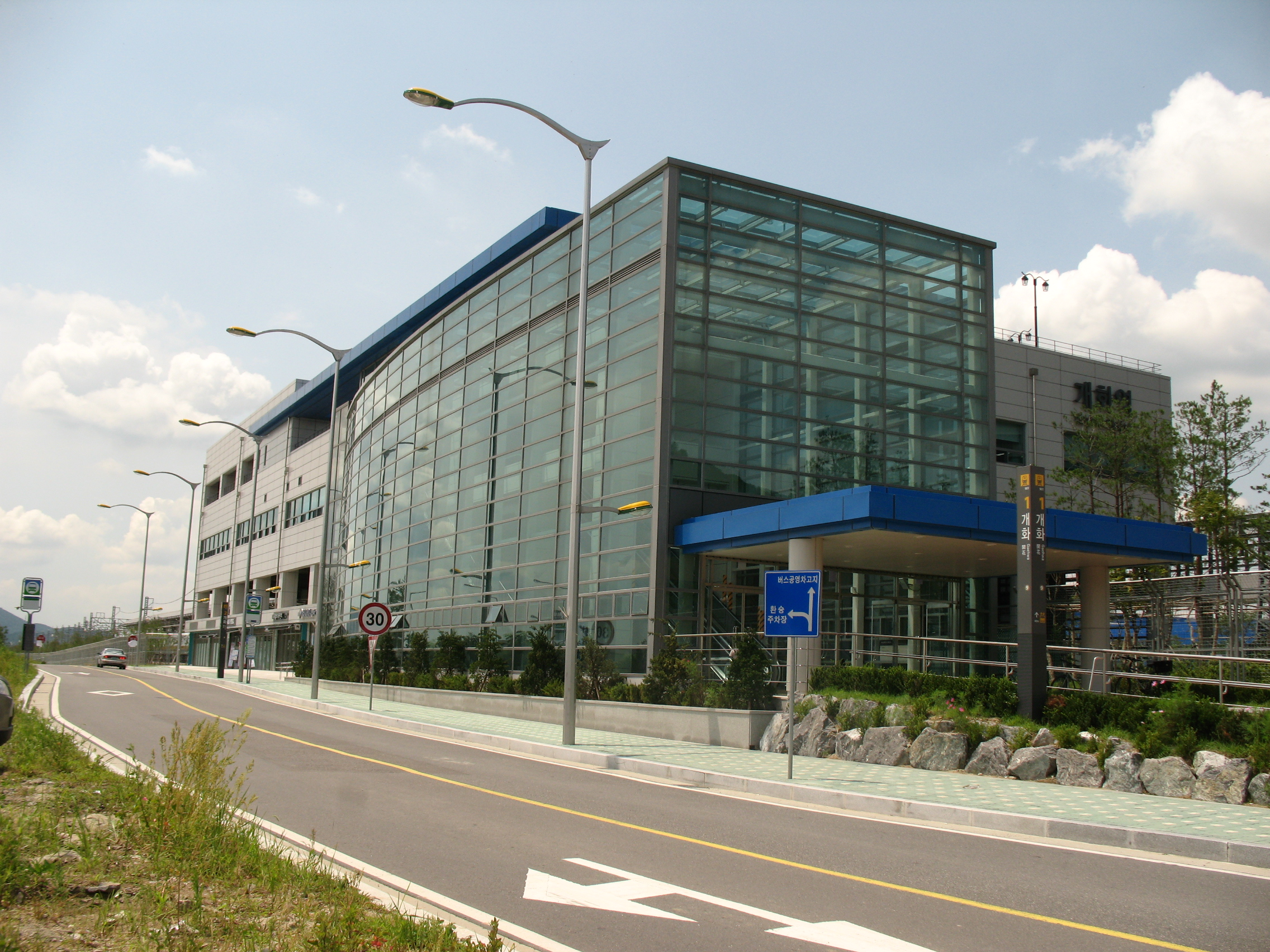
Góc nhìn nhà ga (chụp năm 2009)
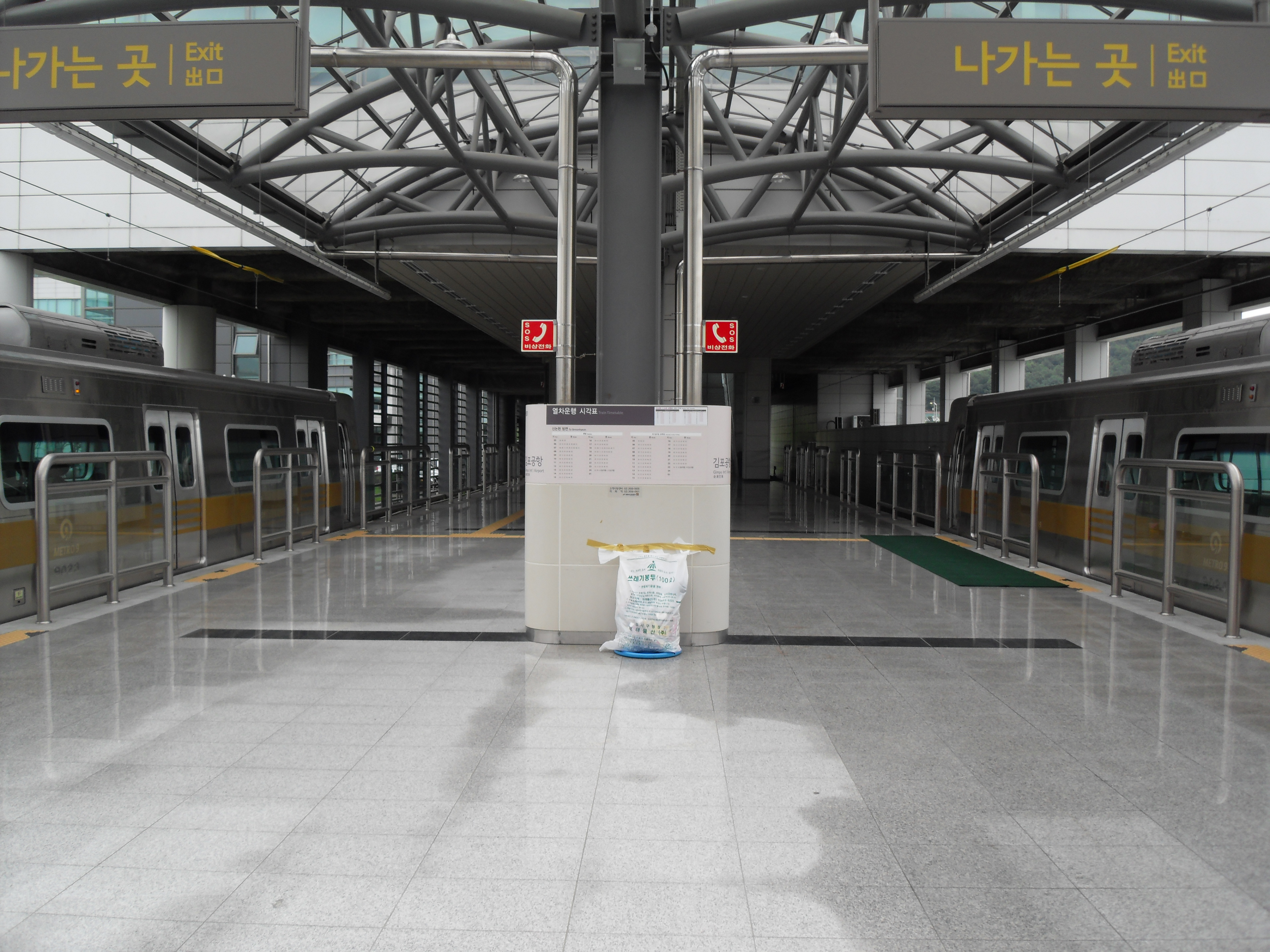
Sân ga (trước khi cài đặt cửa chắn)
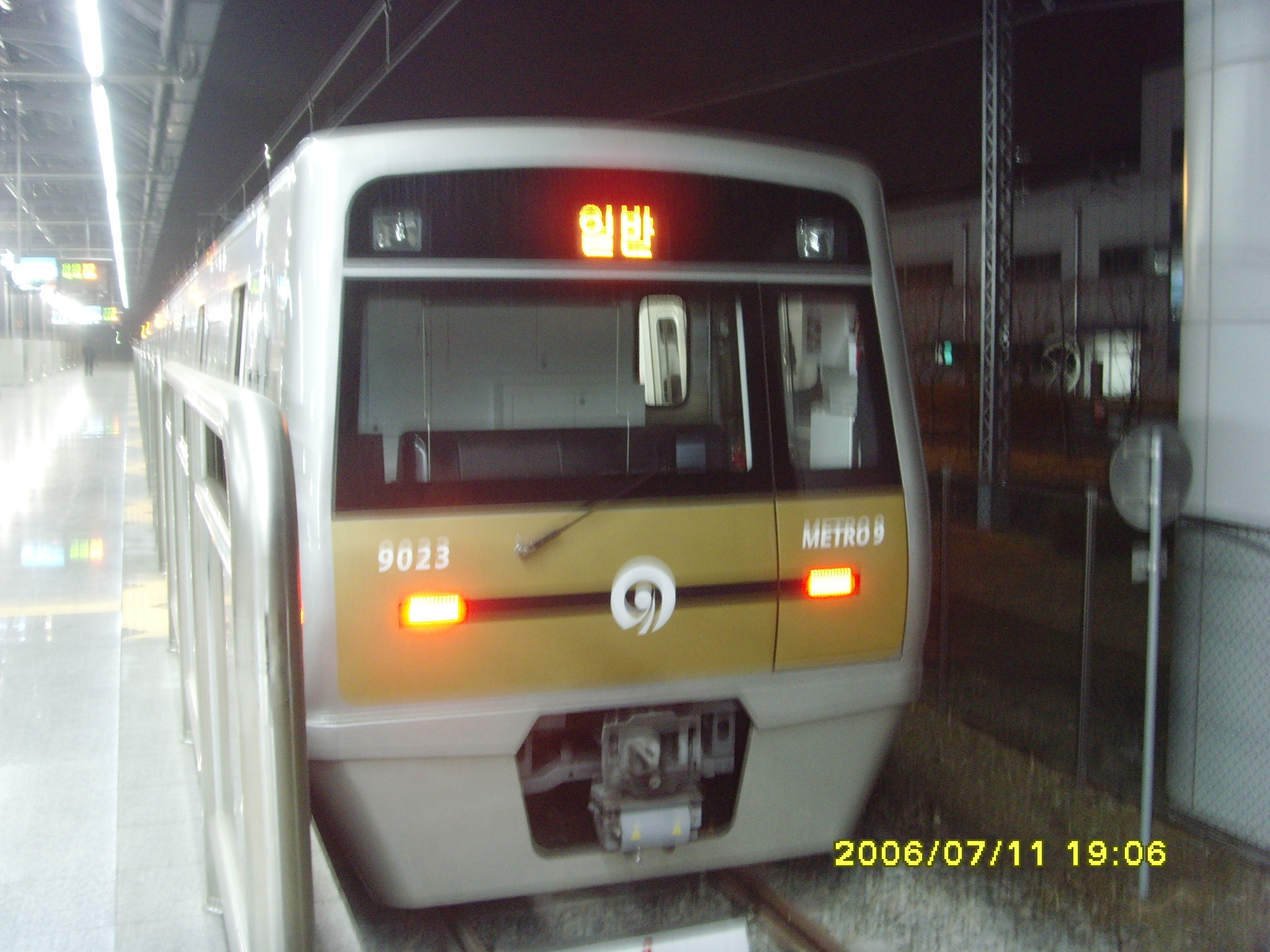
Tàu bình thường dừng lại (trước khi lắp đặt cửa chắn)